# Гейнлет, Адольф фон
Адольф фон Гейнлет (нем. Adolf von Heinleth; 24 октября 1823 — 26 февраля 1895) — баварский военачальник, генерал от инфантерии, военный министр Баварии с 1885 по 1890 годы.

## Биография
Сын юриста Франца де Паулы фон Гейнлета (1771—1824), возведённого в 1816 году вместе с братьями в дворянское достоинство за заслуги его отца, врача Иоганна Непомука Гейнлета (1735—1811).
Начал военную карьеру при короле Баварии Людвиге I, служил при Людвиге II и Отто I Баварском.
В 1842 году окончил кадетский корпус. Фанен-юнкером поступил на службу в Королевский баварский пехотный лейб-полк. Участник австро-прусско-итальянской войны 1866 года.
В чине майора был назначен офицером генерального штаба 4-й баварской дивизии.

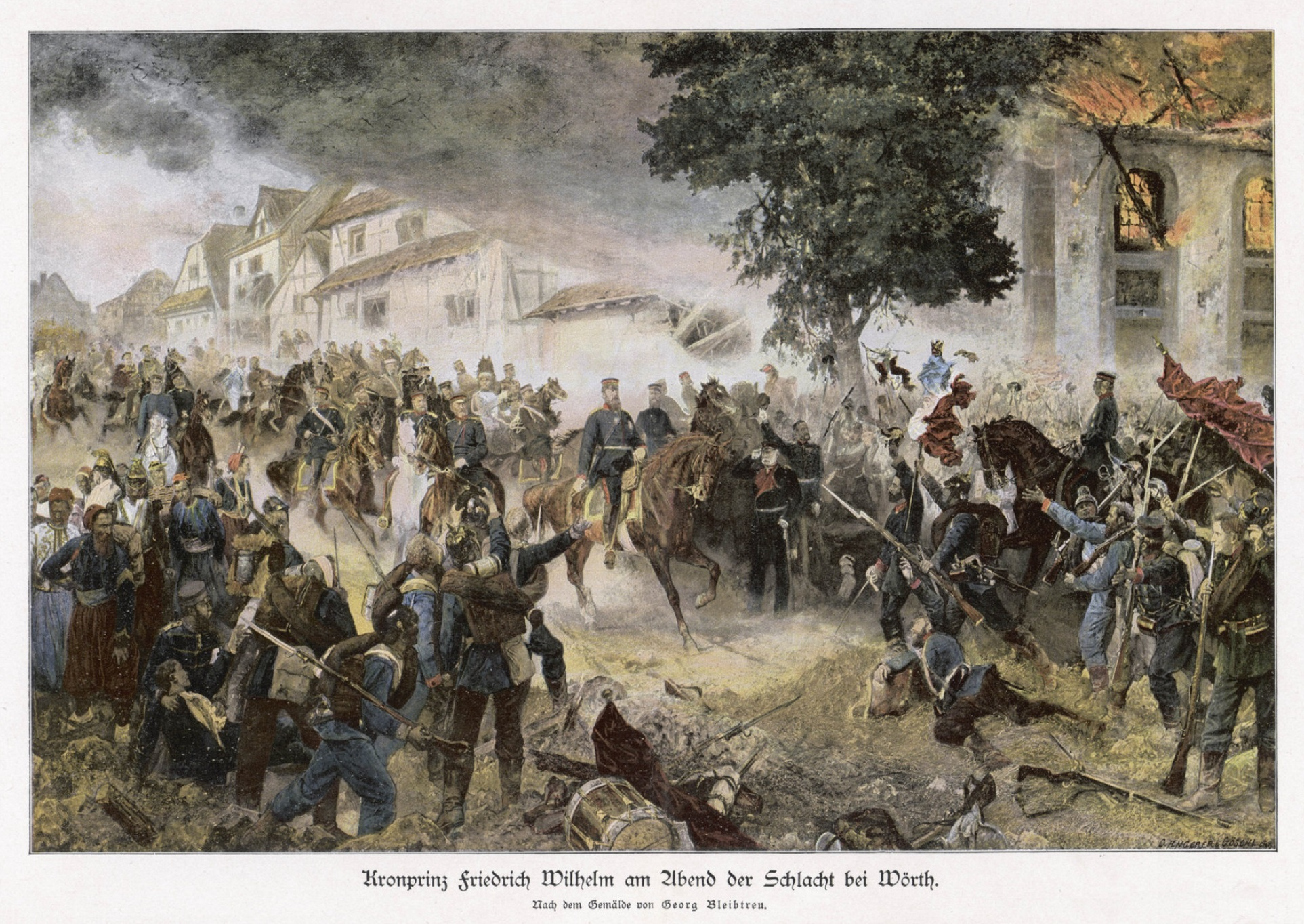
Битва при Вёрте

Во время войны с Францией 1870 года стал подполковником, начальником штаба первого армейского корпуса под командованием Людвига фон дер Танна, в составе которого блестяще отличился в битвах при Вёрте, Седане и Орлеане.
11 октября 1870 года, взял на себя командование вместо раненного командира и лично повёл в атаку 1-й пехотный королевский баварский полк «König». За проявленную отвагу был награждён высшим военным орденом королевства Бавария — Рыцарским крестом Военного ордена Максимилиана Иосифа.
Через несколько месяцев получил звание генерал-майора и принял в 1875 году командование над бригадой, расквартированной в Меце, в 1878 году — начальник штаба королевских сухопутных войск Баварии, в 1882 году — командир 4-я дивизии в звании генерал-лейтенанта.
В апреле 1885 года стал членом высшего консультативного органа при короле — Государственного совета Королевства Бавария и назначен военным министром. Провёл ряд мер по совершенствованию, модернизации и развитию Баварской королевской армии, её военной подготовки.
В мае 1890 года по состоянию здоровья, вышел в отставку.

## Источник
- Гейнлет, Адольф // Энциклопедический словарь Брокгауза и Ефрона : в 86 т. (82 т. и 4 доп.). — СПб., 1890—1907.